# Intervenção psicológica
Intervenção psicológica é toda forma de intervenção, ou seja, de tentativa de influenciar de maneira transitória ou definitiva o comportamento humano através do uso de meios psicológicos - ou seja, a influência se dá através de novas formas de comportamento e de experiênciar o mundo.
De acordo com a área a que se referem, podem ser:
- Intervenções pedagógico-psicológicas: têm por fim influenciar o aprendizado -  métodos para aumentar a motivação dos alunos, treinamentos, seminários, métodos multimidiáticos ou outros.

- Intervenções psicológicas no ambiente de trabalho: têm por fim influenciar a forma como o indivíduo trabalho, o ambiente de trabalho e a estrutura das organizações - campanhas contra bullying, métodos para o desenvolvimento de pessoal  e outros.

- Intervenções clínico-psicológicas: têm por fim influenciar os transtornos mentais ou psíquicos. Tais transtornos podem se dar em diferentes níveis: no nível das funções psíquicas (percepção, memória, aprendizado, etc.); no nível dos padrões de funcionamento (representados por síndromes e diagnósticos clínicos) e no nível dos sistemas interpessoais (casal, família, etc.). Exemplos: psicoterapia, técnicas de relaxamento, aconselhamento psicológico, musicoterapia, arteterapia, focusing, treinamento de funções mentais (memória, percepção, atenção).[2]